# Зимске олимпијске игре 1924.
I Зимске олимпијске игре - Шамони 1924 у почетку су биле познате као „Међународна недеља зимских спортова“ (фр. Semaine des Sports d'Hiver) и одржане су у склопу Љетних олимпијских игара 1924. Спортска такмичења су се одржавала у близини Шамонија, на Олимпијском стадиону, а организовао их је Француски олимпијски комитет, а касније их је МОК (Међународни олимпијски комитет) назвао првим олимпијским играма.
Иако је уметничко клизање било присутно на ОИ у Лондону и Антверпену, а хокеј на леду у Антверпену, зимски спортови су увек били ограничени годишњим добом. 1921, на састанку МОК-а у Лозани је одлучено да ће се 1924. у Шамонију организовати „међународни недеља зимских спортова“.

## Списак спортова
| - Боб - Брзо клизање - Керлинг - Хокеј на леду - Уметничко клизање |  | - Нордијско скијање: - Скијашко трчање - Нордијска комбинација - Скијашки скокови - Војна патрола (спорт сличан биатлону) |

## Биланс медаља
(медаље домаћина посебно истакнуте)
| Зимске олимпијске игре 1924. | Зимске олимпијске игре 1924. | Зимске олимпијске игре 1924. | Зимске олимпијске игре 1924. | Зимске олимпијске игре 1924. |        | Место по броју медаља |
| Место                        | Држава                       | Злато                        | Сребро                       | Бронза                       | Укупно | Место по броју медаља |
| 1                            | Норвешка                     | 4                            | 7                            | 6                            | 17     | 1                     |
| 2                            | Финска                       | 4                            | 4                            | 3                            | 11     | 2                     |
| 3                            | Аустрија                     | 2                            | 1                            | 0                            | 3      | 4                     |
| 4                            | Швајцарска                   | 2                            | 0                            | 1                            | 3      | 4                     |
| 5                            | Сједињене Америчке Државе    | 1                            | 2                            | 1                            | 4      | 3                     |
| 6                            | Уједињено Краљевство         | 1                            | 1                            | 2                            | 4      | 3                     |
| 7                            | Шведска                      | 1                            | 1                            | 0                            | 2      | 5                     |
| 8                            | Канада                       | 1                            | 0                            | 0                            | 1      | 6                     |
| 9                            | Француска                    | 0                            | 0                            | 3                            | 3      | 4                     |
| 10                           | Белгија                      | 0                            | 0                            | 1                            | 1      | 6                     |